# Милорад Лабудовић
Милорад Лабудовић Лабуд (Шекулар, код Берана, 21. новембар 1911 — Барошевац, код Лазаревца, 25. фебруар 1943) био је учесник Народноослободилачке борбе и народни херој Југославије.

## Биографија
Рођен је 21. новембра 1911. у селу Шекулар, код Берана. Гимназију је похађао у Пећи и Призрену и завршио је с одличним успехом. Године 1931. уписао се на историјску групу Филозофског факултета на Београдском универзитету. Већ на првој години студија определио се за студентски револуционарни покрет.
Члан Савеза комунистичке омладине Југославије (СКОЈ) постао је од 1933, а члан Комунистичке партије Југославије (КПЈ) 1936. године. Сваке године је биран у управу Удружења студената-историчара, а најчешће је био секретар или потпредседник управе. Делујући у овом стручном удружењу и шире на Универзитету као комуниста, био је ухапшен у априлској провали 1935. године, као члан Факултетског комитета СКОЈ-а. На саслушању у полицији је рекао: Свесно сам приступио комунистичком покрету, јер ми је дужност да се свим средствима борим против постојећег режима и покрета.
После завршетка факултета, 1936. помоћу рођачких веза запослио се у Министарству просвете, као дневничар. И ту је наставио с револуционарним деловањем. Поново је ухапшен августа 1940. године. Одслужио је, као и први пут, шест месеци у београдском затвору „Главњача”  у затвору на Ади Циганлији. И поред мучења, у полицији се држао примерено. После изласка из затвора, фебруара 1941. избачен је из службе, па се настанио у Горњем Милановцу, где му се налазила супруга.
Када је почео Априлски рат 1941, добровољно се пријавио у најближу артиљеријску јединицу и покушао да пружи отпор Немцима на лазаревачком путу. Био је заробљен и одведен у крагујевачки логор, одакле је убрзо успео да побегне. Јула 1941. ступио је у Први шумадијски партизански одред, којим је командовао Милан Благојевић, шпански добровољац и истакнути револуционар. Првобитно борац и водник, Лабудовић је убрзо постао командир чете, а већ крајем септембра 1941. командант Трећег батаљона. Под његовим руководством, батаљон је водио жестоке борбе с припадницима 714. немачке дивизије, чија се команда налазила у Тополи. Теже борбе у којима је учествовао биле су заседа у селу Крчевцу, на Прокопу у селу Винчи, на Руднику, Рапај брду и осталим местима.
Након прекида сарадње четника Драже Михаиловића са партизанским снагама, почетком новембра 1941, добио је задатак да са својим батаљоном оде у околину Ужичке Пожеге и да, заједно с још неким партизанским јединицама, брани Врховни штаб НОПО Југославије и слободну територију око Ужица. На путу према Горњем Милановцу, Ужичкој Пожеги, Ариљу и у селима Горња и Доња Добрња, Душковцу, Каменици и Прањанима, водио је даноноћне борбе против четника. После тога, уз успутне борбе, вратио се почетком децембра 1941. у Шумадију.
Док се са својим батаљоном враћао у Шумадију, главнина партизанских снага повукла се у Санџак, па је изгубио везу с њима. За борце батаљона, припаднике и за симпатизере Народноослободилачког покрета (НОП) настали су тада изразито тешки дани. Партизани су морали да се склањају од сталних непријатељских напада и претреса, па су углавном живели по земуницама. Терор окупатора и његових сарадника обесхрабривао је локално становништво да удели склониште партизанима. У тим условима, крио код родитеља своје супруге, у селу Пласковцу, код Тополе. Два и по месеца је боравио у земуници.
Приликом обнављања Првог шумадијског одреда „Милан Благојевић“, крајем априла 1942. постављен је команданта одреда. И поред јаких непријатељских снага, концентрисаних на овом сектору, одред је нападао жандармеријске станице, општинске управе, као и вршио разне саботаже и диверзије на железничким пругама и телефонским линијама. Непријатељ је уценио главе партизанских команданата и вршио сталне потере за одредом. Акције одреда снажно су политички утицале на народ Шумадије, а нарочито напади на среска места Сопот, 14. децембра 1942. и Белановицу, 21. фебруара 1943. године.
Ноћу 25/26. фебруара 1943, партизани су извршили напад на жандармеријску станицу у Венчанима и на посаду љотићеваца у Барошевцу, код Лазаревца. Тада је ликвидирана жандармеријска станица у Венчанима, док су љотићевци у Барошевцу раније сазнали за намере партизана, па су запосели околне зграде и ровове. На челу напада на Барошевац био је Лабудовић, који је у току смртно погођен непријатељском ватром.
Указ председника ФНР Југославије Јосипа Броза Тита 26. новембра 1955. проглашен је за народног хероја.
Основна школа у Барошевцу носи његово име.